# Laissez venir à moi les petits enfants
Laissez venir à moi les petits enfants (titre original : Suffer the Little Children) est une nouvelle de Stephen King publiée pour la première fois en 1972 dans le mensuel Cavalier, puis reprise dans l'anthologie Territoires de l'inquiétude en 1991 et dans le recueil Rêves et Cauchemars en 1993.

## Résumé
Miss Sidley, une vieille institutrice d'école primaire redoutée par ses élèves, croit voir pendant un instant le visage du jeune Robert se métamorphoser. Saisie par le doute devant l'air narquois de Robert, elle voit le lendemain d'autres enfants, qui semblent de connivence, prendre une apparence terrifiante. Elle garde Robert en retenue après la classe pour le faire parler, et le jeune garçon lui confie qu'il y a déjà une dizaine d'élèves qui se sont transformés. Il fait prendre à son visage une forme monstrueuse, et Miss Sidley, prise de panique, s'enfuit.
À la suite de cet incident, elle prend un congé d'un mois avant de revenir à l'école. Robert la provoque à nouveau en lui disant qu'ils sont de plus en plus nombreux à être comme lui. Le lendemain, Miss Sidley vient à l'école avec un pistolet. Elle emmène Robert dans une salle à l'écart et lui tire une balle dans la tête quand il commence à se métamorphoser. Voyant son cadavre d'enfant à l'apparence normale, elle se demande si elle n'a pas tout imaginé mais tue néanmoins onze autres enfants avant d'être arrêtée par l'une de ses collègues.
Miss Sidley est internée dans un hôpital psychiatrique. Après un an de thérapie, Buddy Jenkins, son psychiatre, la laisse lire une histoire à de petits enfants sous la surveillance d'aides-soignants. Tout se passe bien jusqu'à ce que Miss Sidley, subitement troublée, demande qu'on la fasse sortir. Elle se tranche la gorge le soir même, et Jenkins, qui a remarqué l'air de connivence de certains enfants, commence à les surveiller.

## Genèse
Stephen King a écrit cette histoire dans le style des premières nouvelles fantastiques très sombres de Ray Bradbury. La nouvelle a été publiée initialement dans le numéro de février 1972 du magazine Cavalier et traduit en français par Jean-Daniel Brèque dans le recueil Territoires de l'inquiétude, coll. Présence du fantastique, no 1, paru aux éditions Denoël. Stephen King voulait l'inclure initialement dans le recueil Danse macabre (1978) mais l'éditeur en a décidé autrement car il estimait que ce recueil était déjà très volumineux.

## Adaptation
- Suffer the Little Children, court métrage réalisé par Bernardo Villela en 2006[3] et qui a remporté plusieurs prix dans des festivals, dont le prix du meilleur court métrage d'horreur au Long Island International Film Expo[4].